# Тукумкэри
Ту́кумкэри, раннее название — Тукумкари, Тукемкэри (англ. Tucumcari) — город на юго-западе США, административный центр округа Куэй штата Нью-Мексико. Население — 5989 человек (перепись 2000 года).

## География
По данным Бюро переписи населения США город имеет общую площадь 19,6 км², из которых 0,02 км² (0,13 %) занимает вода.

## История
В 1901 году железнодорожная компания Chicago, Rock Island and Pacific Railroad возвела в западной части современного округа Куэй временный посёлок строителей. Первоначально он назывался Рэгтаун (англ. Ragtown), однако в связи с многочисленными перестрелками стал известен как Six Shooter Siding («Шестизарядный путь»). Первое официальное название, Дуглас, использовалось в течение непродолжительного времени. В 1908 году, после появления постоянного поселения, он был переименован в Тукумкэри. Название было взято от горы Тукумкэри, расположенной неподалёку от поселения. Происхождение названия горы остаётся неизвестным.

## Климат
Климат Тукумкэри полупустынный, характеризуется прохладными зимами и очень тёплым летом. Количество осадков относительно низкое, за исключением летних месяцев, когда североамериканские муссоны могут принести местами сильные ливни. Снегопады, как правило, очень незначительны.
Самая высокая температура в Тукумкэри (43 °C) была зафиксирована 23 августа 1926 года и 28 июня 1968 года, а самая низкая (−28 °C) — 13 января 1963 года. Наиболее количество осадков в течение 24 часов (112 мм) выпало 12 августа 1917 года.
| Показатель                    | Янв. | Фев. | Март | Апр. | Май | Июнь | Июль | Авг. | Сен. | Окт. | Нояб. | Дек. | Год  |
| ----------------------------- | ---- | ---- | ---- | ---- | --- | ---- | ---- | ---- | ---- | ---- | ----- | ---- | ---- |
| Средний суточный максимум, °C | 12   | 14   | 18   | 22   | 27  | 32   | 34   | 33   | 29   | 23   | 17    | 12   | 22,8 |
| Средний суточный минимум, °C  | −5   | −3   | 1    | 6    | 11  | 16   | 18   | 17   | 13   | 7    | 0     | −4   | 6,4  |
| Норма осадков, мм             | 10   | 13   | 18   | 30   | 58  | 46   | 66   | 69   | 36   | 33   | 18    | 18   | 409  |
| Источник: The Weather Channel |      |      |      |      |     |      |      |      |      |      |       |      |      |

## Демография
По данным переписи населения 2000 года в Тукумкэри проживало 5989 человек, 1607 семей, насчитывалось 2489 домашних хозяйств и 3065 жилых дома. Средняя плотность населения составляла около 156,9 человек на один квадратный километр. Расовый состав Тукумкэри по данным переписи распределился следующим образом: 75,87 % белых, 1,29 % — чёрных или афроамериканцев, 1,39 % — коренных американцев, 1,20 % — азиатов, 0,22 % — выходцев с тихоокеанских островов, 2,94 % — представителей смешанных рас, 17,10 % — других народностей. Испаноязычные составили 51,41 % от всех жителей.
Из 2489 домашних хозяйств в 29,8 % — воспитывали детей в возрасте до 18 лет, 45,4 % представляли собой совместно проживающие супружеские пары, в 15,3 % семей женщины проживали без мужей, 35,4 % не имели семей. 31,7 % от общего числа семей на момент переписи жили самостоятельно, при этом 14,7 % составили одинокие пожилые люди в возрасте 65 лет и старше. Средний размер домашнего хозяйства составил 2,35 человека, а средний размер семьи — 2,93 человека.
Население по возрастному диапазону по данным переписи 2000 года распределилось следующим образом: 26,0 % — жители младше 18 лет, 7,5 % — между 18 и 24 годами, 24,2 % — от 25 до 44 лет, 24,8 % — от 45 до 64 лет и 17,5 % — в возрасте 65 лет и старше. Средний возраст жителей составил 39 лет. На каждые 100 женщин в Тукумкэри приходилось 90,9 мужчин, при этом на каждые 100 женщин 18 лет и старше приходилось 86,8 мужчин также старше 18 лет.
Средний доход на одно домашнее хозяйство составил 22 560 долларов США, а средний доход на одну семью — 27 468 долларов. При этом мужчины имели средний доход в 25 342 доллара США в год против 18568 долларов среднегодового дохода у женщин. Доход на душу населения составил 14 786 долларов в год. 19,1 % от всего числа семей в городе и 24,8 % от всей численности населения находилось на момент переписи населения за чертой бедности, при этом 29,5 % из них были моложе 18 лет и 16,7 % — в возрасте 65 лет и старше.

## Фотогалерея

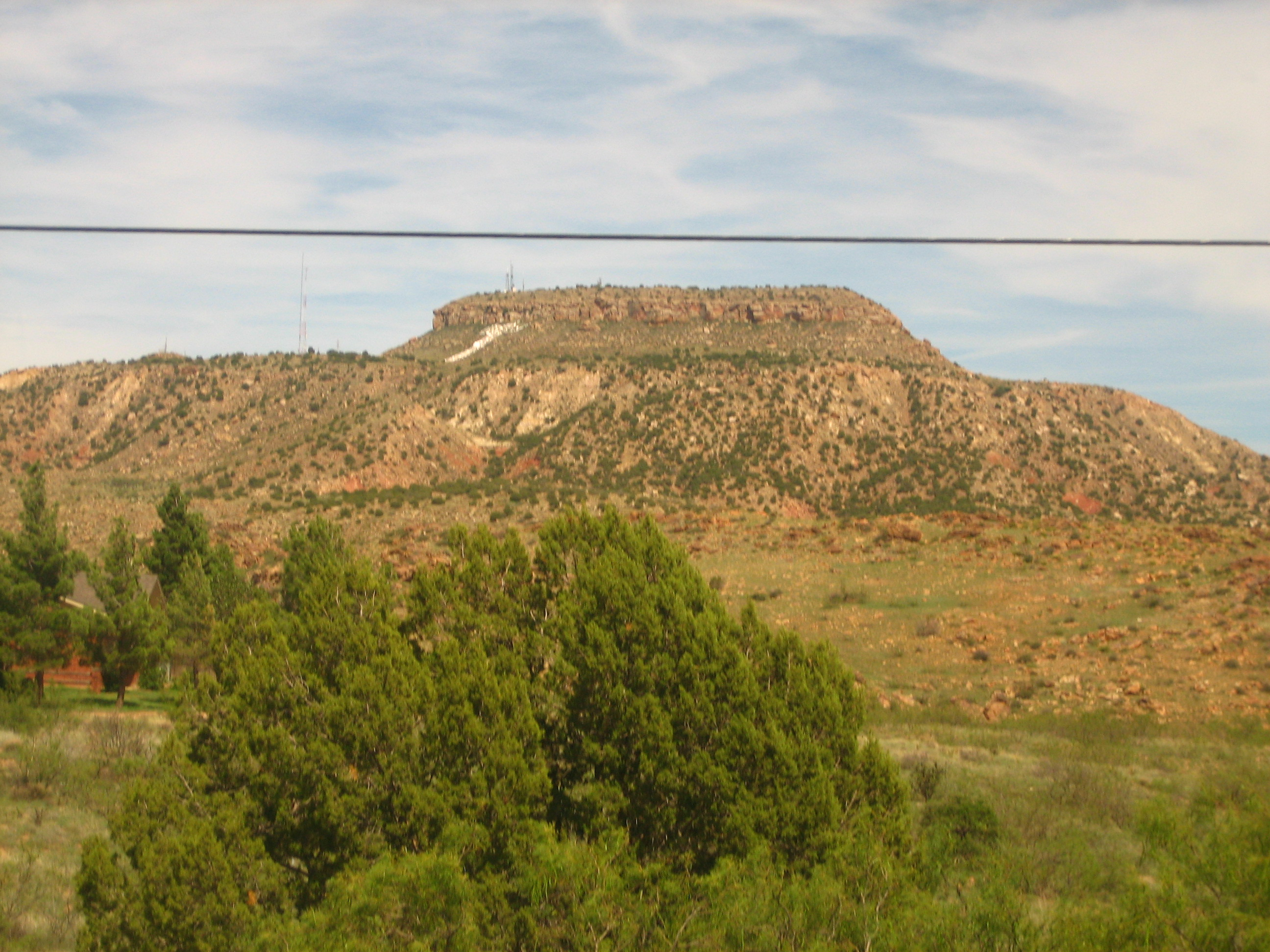
Гора Тукумкэри
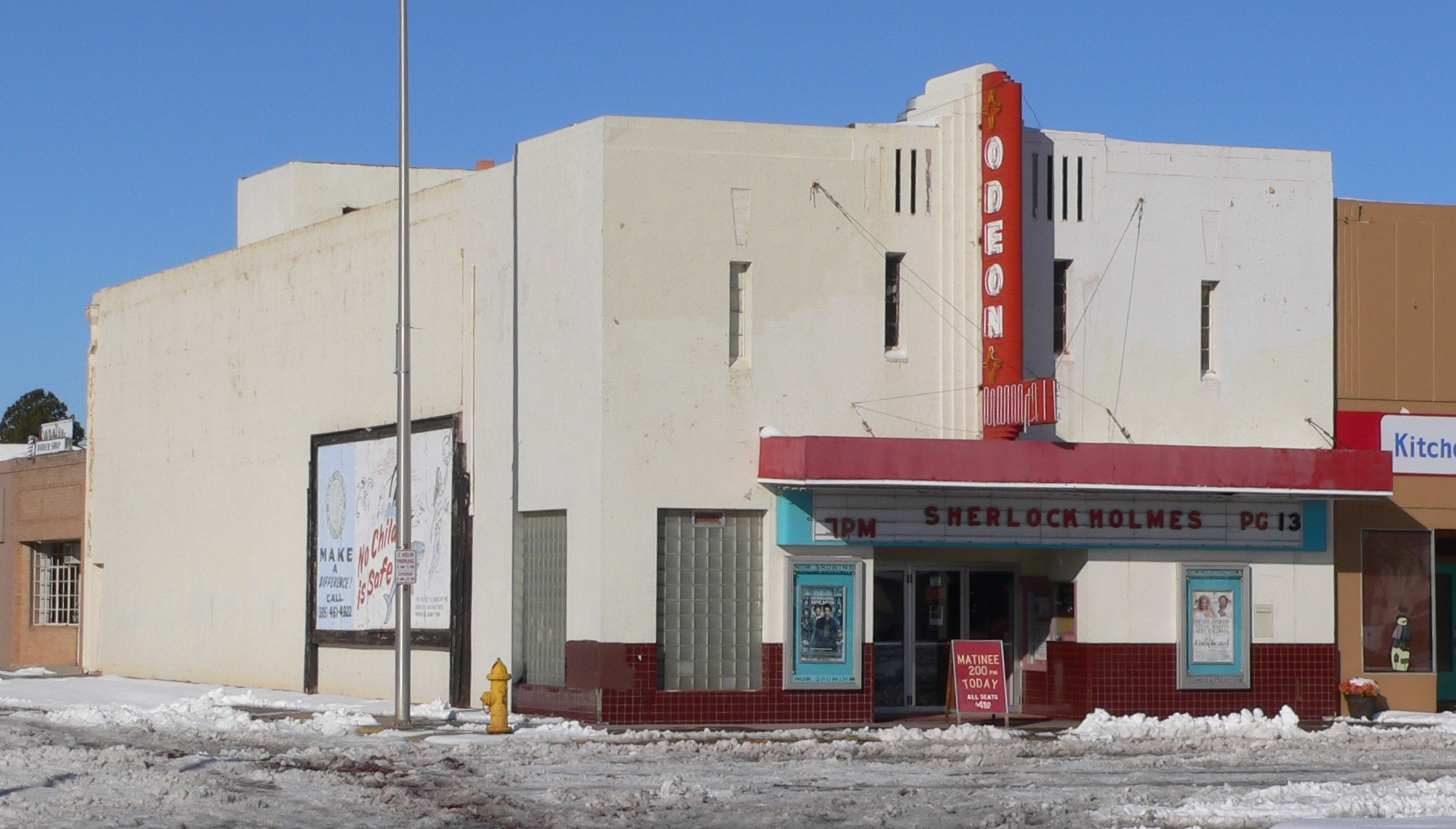
Театр «Одеон»
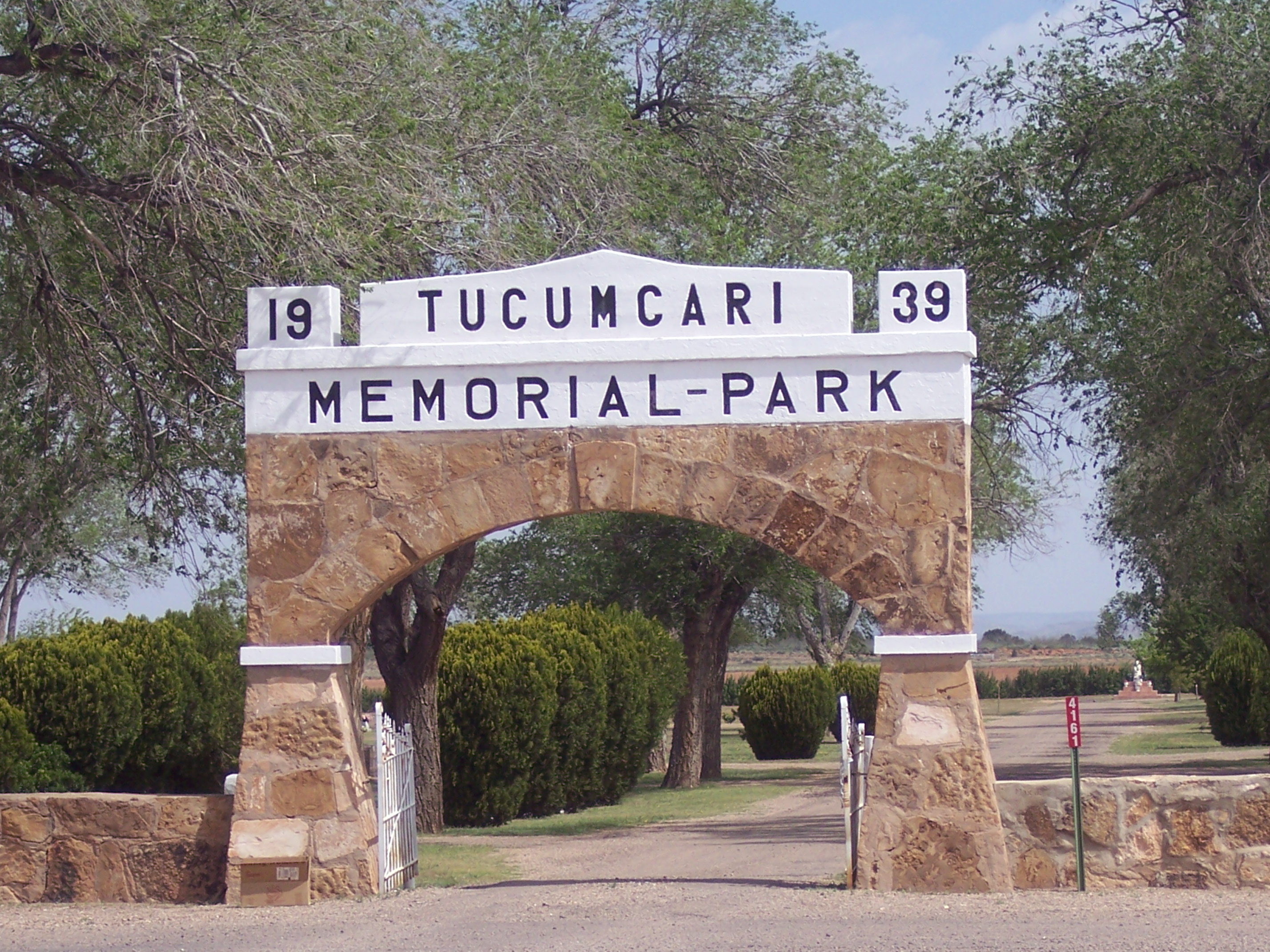
Ворота кладбища
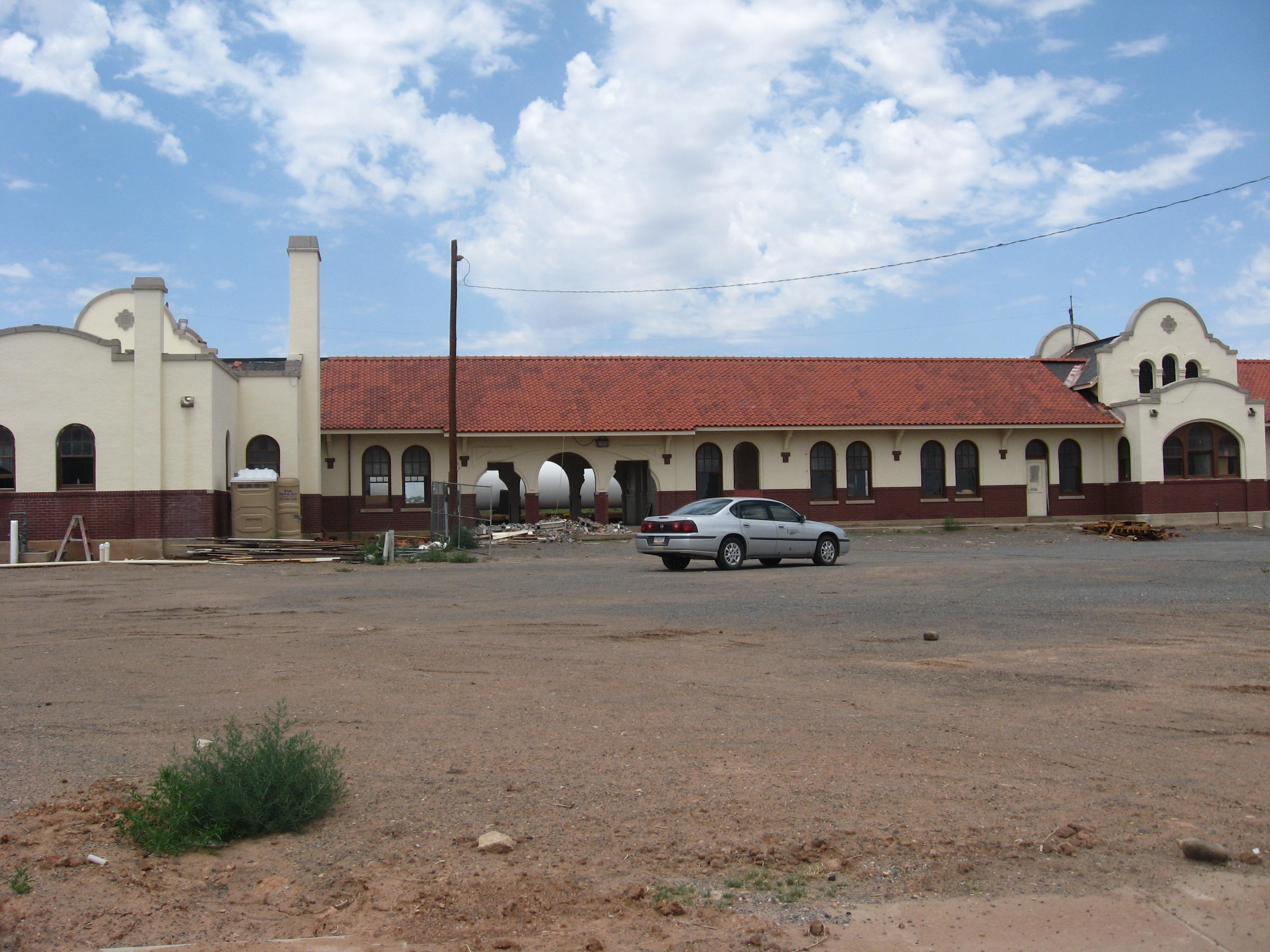
Вокзал
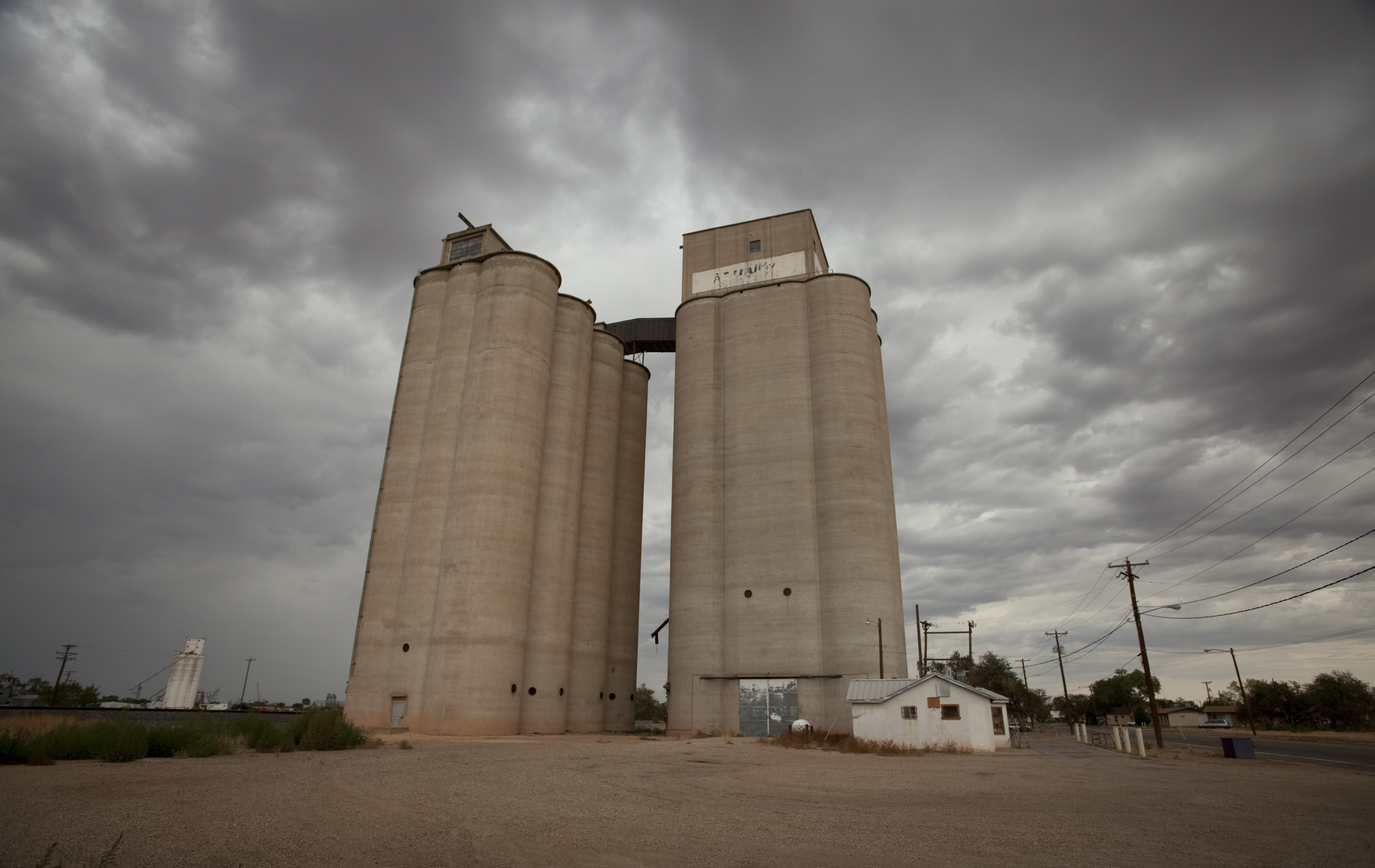
Зерновой элеватор